# Нікуліна Аля Федорівна
Аля Федорівна Нікуліна (30 листопада 1937 — 25 грудня 2022) — радянська і російська актриса театру і кіно. Кавалер Ордена трудового Червоного прапора (1971).

## Життєпис
У 1960 році Аля Нікуліна закінчила Вище театральне училище імені М. С. Щепкіна (курс Веніаміна Циганкова). Працювала з В. Власовим, Романом Віктюком, А. Хановичем, Рубеном Вартапетовим, Є. Лівньовим, В. Чичком, Олександром Григоряном.
З 1973 року — актриса Московського обласного театру драми, а з 1992 року — актриса театру «Ермітаж».
У 2010 році зіграла роль бабусі Анни Носової в телесеріалі «Школа» на Першому каналі.

## Театральні роботи
Театр «Ермітаж»
- «Політ Ді Грассо» («До побачення, мерці») (В. Бабель) — нянька
- «Поганий анекдот» (Ф. Достоєвський) — божевільна жінка
- «Мотивчик» (спогади про Легаркальманштраусе) — дружина прокурора
- «Безрозмірне Кім-танго» (Ю. Кім)
- «Зойчина квартира» (М. Булгаков) — закрійниця
- «Капніст туди і назад» (Ю. Кім)

Театр «Багаж»
- Вистава «Щастя» за п'єсою А.Червінського «Щастя моє» — Лідія Іванівна (Директор школи)

## Фільмографія
- 1981 —  Батьківський день —  Інна Павлівна, сусідка Миколи
- 1985 — Ще люблю, ще сподіваюся —  дружина Павла Петровича
- 1985 — Протистояння —  дружина Григор'єва
- 1986 — Дитячий майданчик —  англійка
- 1986 — Ми веселі, щасливі, талановиті! —  епізод
- 1989 — Руанська діва на прізвисько Пампушка —  епізод
- 1990 — Час перевертня
- 2001 —  2004 —  Чорний ворон —  директор картини
- 2006 — Кромъ —  епізод
- 2006 — Погоня за ангелом —  епізод
- 2007 —  Терміново в номер  (Фільм 2: Портрет невідомого) —  сусідка Красильникова
- 2007 —  2008 —  Атлантида —  епізод
- 2008 — Загальна терапія (5-я серія «Вбивця моєї матері») —  дружина Неклюдова
- 2008 — Шалений янгол —  епізод
- 2008 —  2009 —  Руда —  Катерина, сусідка Лапіних у місті Іваново
- 2009 — Бумеранг з минулого  (6-та серія) —  сусідка Сашки
- 2009 —  Брудна робота  (Фільм 8: Справа шпигуна) —  дружина Верещагіна
- 2009 — І примкнув до них Шепілов (документальний фільм) —  Анна Миколаївна
- 2009 — Терор любов'ю —  Олімпіада Андріївна
- 2010 — Ви замовляли вбивство (3-тя серія) —  епізод
- 2010 — Тут хтось є —  Антоніна Іванівна
- 2010 —  Невидимки (62-га серія) «Лялька») —  сусідка
- 2010 —  Погоня за тінню (20-та серія «Спадкоємець перемоги») —  старенька мати
- 2010 —  Школа —  Ніна Юріївна Носова, бабуся Ані Носової
- 2011 —  Ангел —  бабка Джона
- 2011 —  Бігти —  Ірина Львівна Бистрова, колишній директор дитячого будинку
- 2011 —  Голубка —  Анна Михайлівна
- 2011 —  Лісник (Фільм 24: Господарі життя)
- 2011 — Врятувати чоловіка —  Олена Дмитрівна, клієнтка
- 2011 — Пилова робота (11-та серія) —  мати Ніни Князєвої
- 2011 — Товариші поліцейські (23-тя серія «Своя людина. Інквізитори») —  сусідка Сечнікова
- 2011 — Короткий курс щасливого життя —  Тетяна Іванівна, мати Андрія
- 2011 —  2012 — Закрита школа —  Ніна Ісаєва, вдова Олексія Ісаєва, мати Ігоря та Ірини Ісаєвих, бабуся Андрія, Надії та Ігоря Авдєєва, найкраща подруга Галини Смірнової, місцева знахарка
- 2011—2012 — Кровинушка —  Серафима Захарівна, колишня сусідка Софії і Євгенії
- 2012 — Дружина Штірліца —  Галина Василівна
- 2012 — Детективи —  Елеонора Аркадіївна
- 2012 — Особисте життя слідчого Савельєва —  бабуся Надії
- 2012 — Засіб від смерті —  мешканка інтернату для перестарілих
- 2012 —  Фантом —  епізод
- 2012 —  Метро —  епізод
- 2013 —  Скліфосовський —  Зоя Федорівна Коробко, класна керівниця Кості
- 2013 —  Брати і сестри —  Єреміївна
- 2013 — Прокурорська перевірка
- 2014 — Батько Матвій
- 2015 —  Місяць —  Бабуся Артема
- 2016 —  Осине гніздо —  старенька
- 2019 — Епідемія — Ніна Василівна, мати Ірини (1-ша серія)
- та інші...

### Зйомки у кліпах
- 2013 — «Розкажи мені, мамо» (Слава) — епізод